# Mīshnūn
Mīshnūn (persiska: كَمَرِۀ ميشنان, ميشنان, تَنگِ هالِه, کمره, Kamareh-ye Mīshnān, میشنون) är en ort i Iran.   Den ligger i provinsen Lorestan, i den västra delen av landet, 400 km sydväst om huvudstaden Teheran. Mīshnūn ligger 1 295 meter över havet och antalet invånare är 396.
Terrängen runt Mīshnūn är kuperad åt sydväst, men åt nordost är den platt. Terrängen runt Mīshnūn sluttar norrut.Runt Mīshnūn är det ganska tätbefolkat, med 52 invånare per kvadratkilometer. Närmaste större samhälle är Kūhdasht, 14,8 km norr om Mīshnūn. Omgivningarna runt Mīshnūn är i huvudsak ett öppet busklandskap.